# Кебарская культура
Кебарская культура (Kebaran culture: Кебаранская культура) — археологическая культура восточного Средиземноморья, существовавшая 18—10 тыс. лет до н. э. Название получила по месту находок в Кебарской пещере к югу от Хайфы. Носители были очень мобильным кочевым народом охотников и собирателей Леванта и Синайского полуострова, для изготовления орудий труда использовавшим микролиты геометрического типа. В отличие от более поздних культур этого региона ещё не использовали ступки и жернова для изготовления муки[уточнить], хотя орудия труда отличаются большим разнообразием. Эксплуатировали крупные стада газелей, составляющих 80 % костей из археологических раскопок.

## Описание
Вели полуоседлую жизнь: на зиму селились в пещерах и искусственных убежищах из камня, расположенных на берегах озёр, а летом рассеивались по территории. Они, как и их предшественники, продолжали жить в пещерах. Однако подавляющее большинство поселений находилось на открытых участках. Это были стоянки площадью от 15—25 до 300—400 м², которые в Леванте исчисляются десятками. Именно во время существования кебарской культуры появляется древнее строительство: типичными жилищами становятся полуземлянки круглой и овальной форм со стенками, укрепленными известняковыми блоками. На месте раскопок поселения Охало II (19 тыс. лет назад) у Галилейского моря были также найдены остатки круглых хижин из хвороста. В период геометрической Кебары Б сезонные поселения становятся более стационарными, однако данная культура так и не стала оседлой.
Культуру относили к верхнему палеолиту, так и к мезолиту. Считается предшественником или даже прямым предком натуфийской культуры.